# Wald-Amorbach

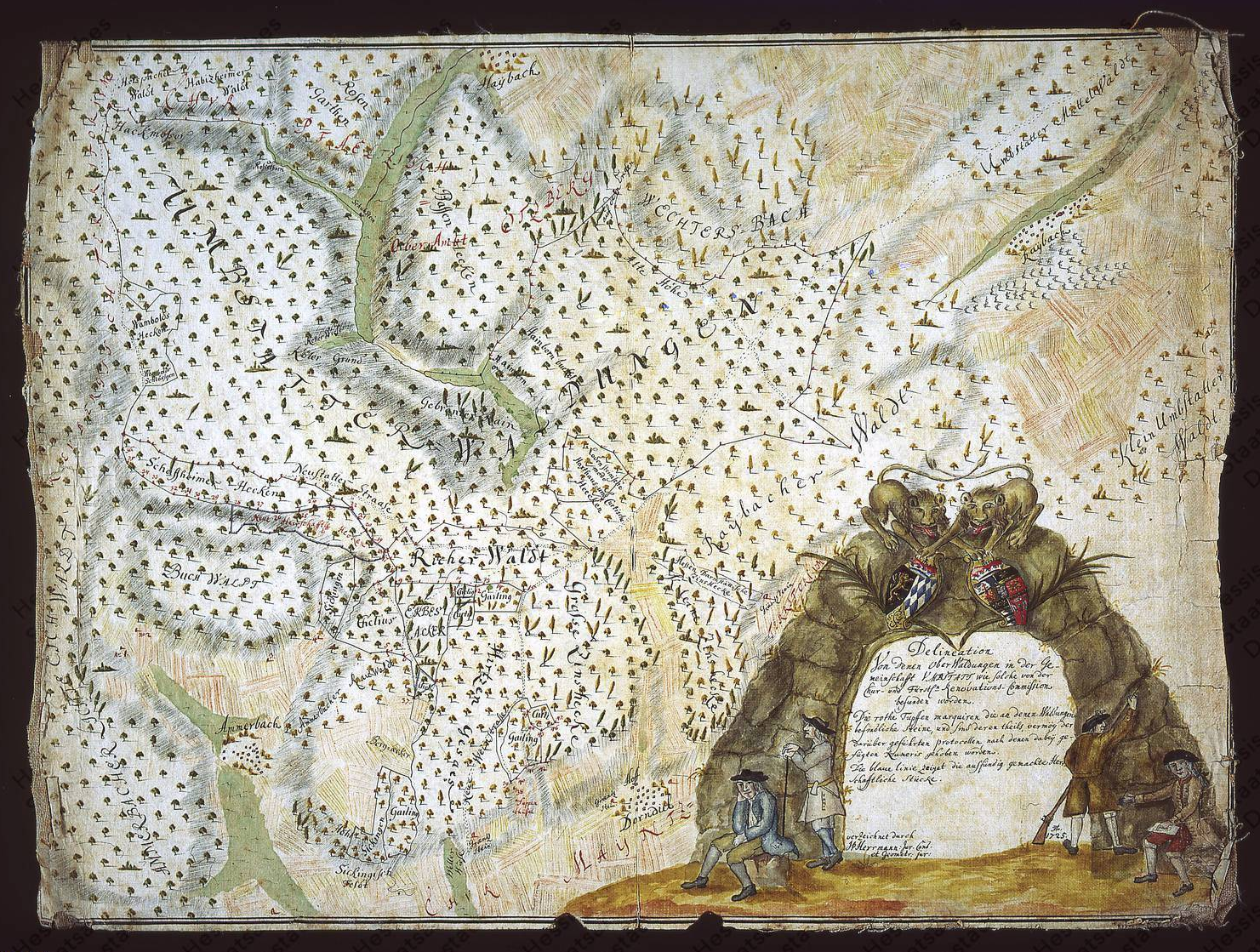
Der Ort auf einer Waldkarte von 1725 des Kondominats Umstadt, dessen Zentort es seit dem Mittelalter war.

Wald-Amorbach ist der kleinste und älteste Stadtteil von Breuberg im  Odenwaldkreis in Hessen.

## Lage
Wald-Amorbach liegt, von Wald umgeben, im Buntsandstein-Odenwald sowie im nördlichen Teil des Breuberger Stadtgebietes. Durch den Ort verläuft die Landesstraße 3413.
Der Ort gruppiert sich um die Wegegabelung Spessartstraße / Kirchstraße, an der schon früh bedeutende Verkehrswege zusammen trafen.

## Geschichte
Erstmals urkundlich erwähnt wurde das Dorf im Jahre 1286.
Am 1. Dezember 1303 sind Schenkungen des „Synandus miles de Bruberg“ an das Kloster Höchst, darunter auch Wald-Amorbach zu verzeichnen. 1381 gehören zwei Höfe den Brüdern Dieter und Peter von Amorbach. 1391 hält das Kloster Höchst den Zehnten. Pfalzgraf Ruprecht II. belehnt 1396 Dieter Gans von Otzberg und Pfalzgraf Ruprecht III. 1408 Ulrich Bunner von Altheim mit einem Hof, 20 Morgen Acker und zwei Morgen Wiesen zu Wald-Amorbach, die ihm sein Schwiegervater Peter Schelle von Amorbach zu seiner Tochter Anna gegeben hat, als Fuldisches Lehen. Dieses Lehen des „Pfalzgräflichen Höfchens“ verfällt 1495. 1567 verkauft die Äbtissin des Klosters Höchst Einkünfte in Wald-Amorbach an Balthasar Breunle zu Umstadt und den königsteinischen Amtmann Philipp Freundt zu Breuberg.
1524 gehört der Ort als Teil des Kondominat Umstadts zu gleichen Teilen Hessen und der Pfalz. 1803 kommt auch der pfälzische Anteil mit dem Amt Otzberg an Hessen-Darmstadt. 1805 kommt der Ort durch Gebietstausch von Hessen-Darmstadt in den Besitz derer Löwenstein-Wertheim, 1806 jedoch schon wieder an das nun im napoleonischen Rheinbund aufgewertete Großherzogtum Hessen und dort zum Amt Habitzheim. Nach Auflösung der Ämter kam Wald-Amorbach 1822 zum Landratsbezirk Erbach, welcher 1848 im Regierungsbezirk Erbach aufging. Dieser wurde 1852 wieder aufgelöst und Wald-Amorbach dem Kreis Neustadt zugeschlagen, 1874 wurde Wald-Amorbach in den Kreis Erbach eingegliedert. Dieser wurde 1938 in Landkreis Erbach und 1972 in Odenwaldkreis umbenannt.
Am 1. Oktober 1971 wurde Wald-Amorbach im Rahmen der hessischen Gebietsreform in die neugebildete Stadt Breuberg eingegliedert.

### Ortsadel

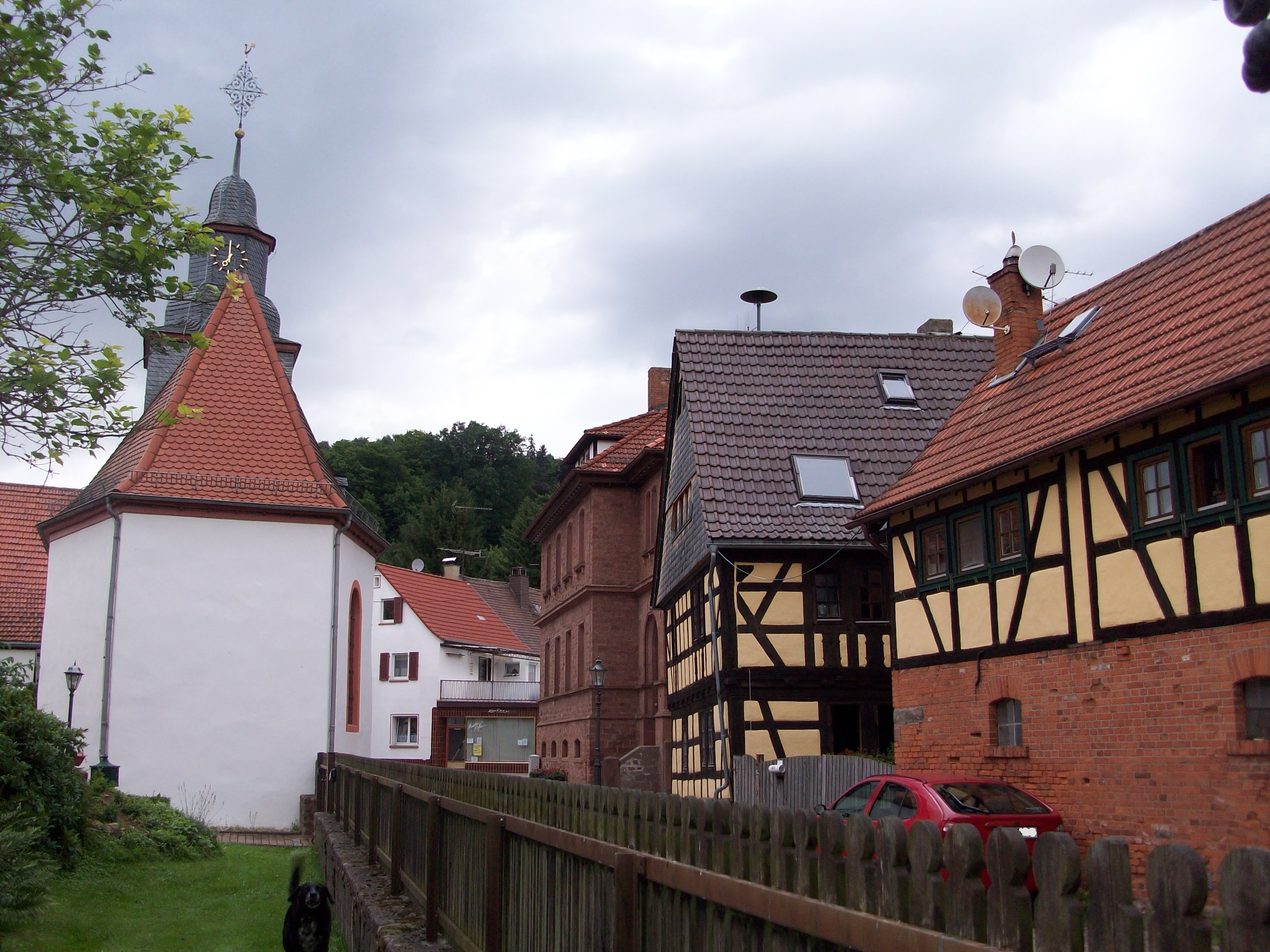
Blick vom Bakkes zur Dorfkirche, typisches Dorfbild

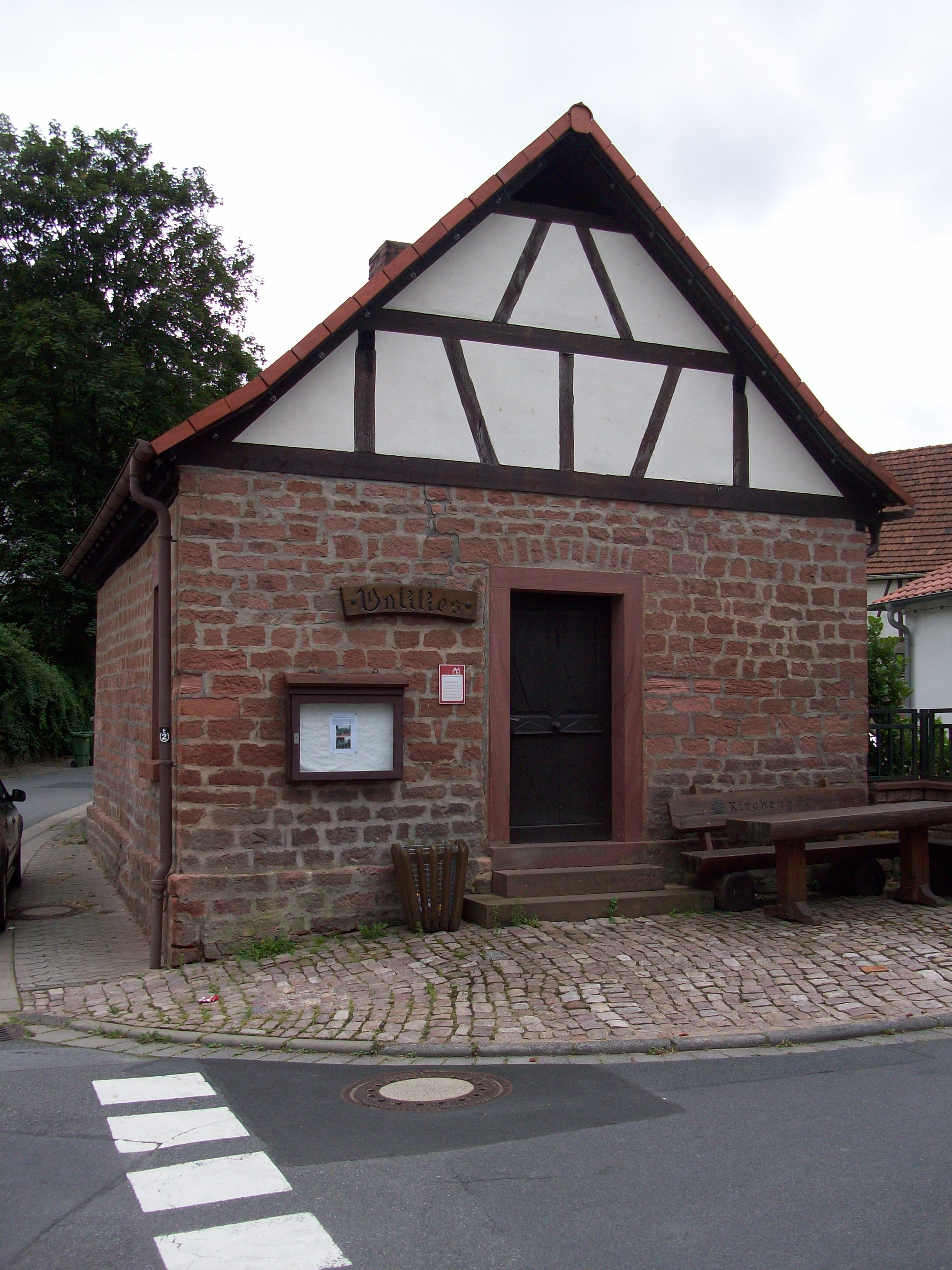
Das „Bakkes“ das gemeinschaftliche Backhaus des Ortes

Der Ort ist Namensgeber der niederadligen Herren von Amorbach, auch Schelle von Amorbach genannt, die in der Gegend (Odenwald, entlang des Mains bis in den Spessart) Lehens- und Grundbesitz besaßen und von ihrer ersten urkundlichen Erwähnung 1286 bis zu ihrem Aussterben im 16. Jahrhundert den Ort als Stammsitz angesehen haben. Sie waren wohl Vasallen des Klosters Fulda, stellten Burgmannen auf der nahen Burg Breuberg und später auch für das Haus Hanau-Lichtenberg auf der Clingenburg (1481). Von ihnen stammen wohl auch die verwandten Schelle von Umstadt ab. Neben dem Ort sollen ihre Stammburg (Burg Waldamorbach) und wohl auch die ihnen zugehörige benachbarte Burg Dorndiel gelegen haben.

Wappendarstellungen der Schelle von Amorbach
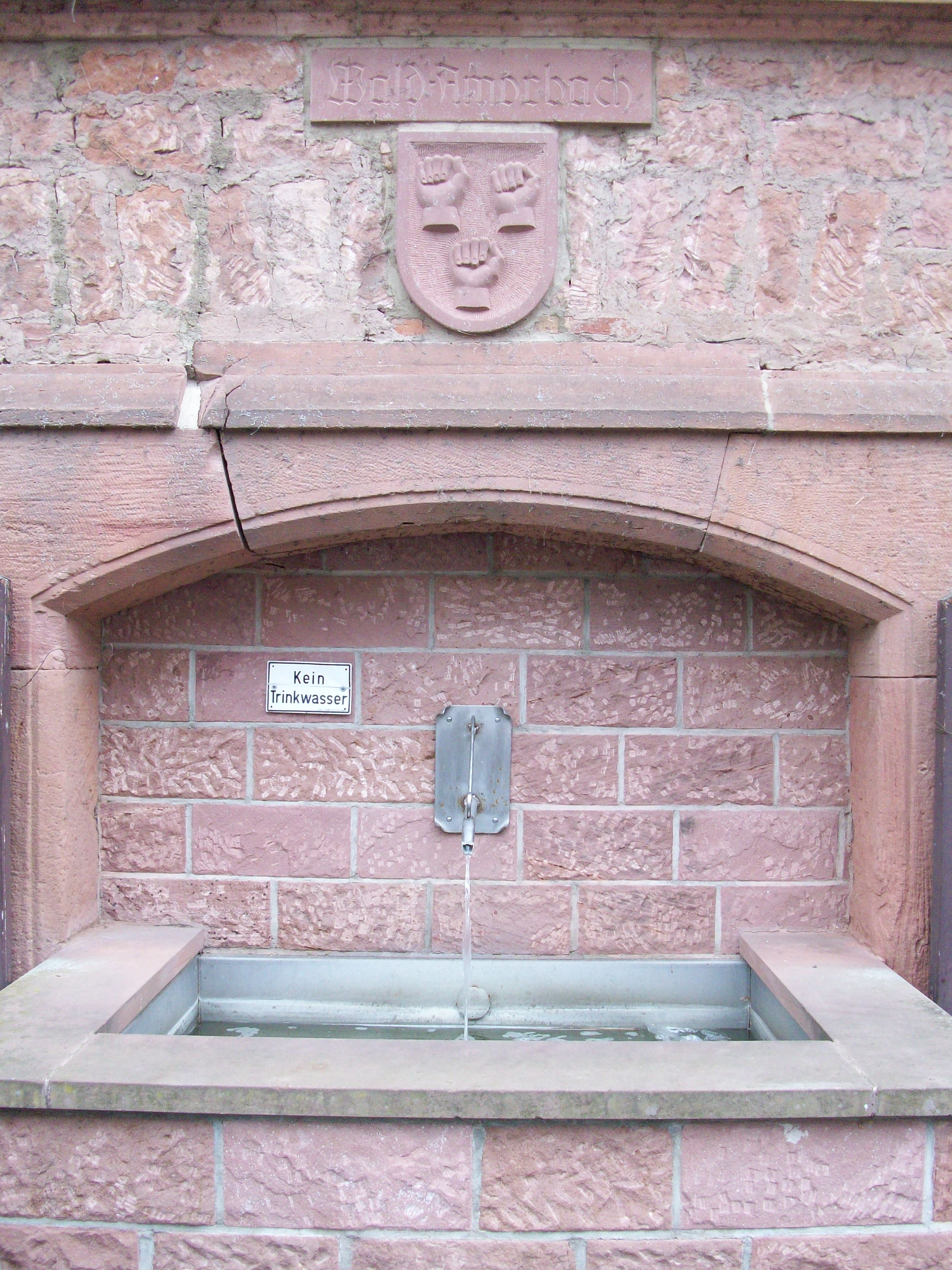
Der Dorfbrunnen im Ortszentrum mit dem Wappen der Schelle von Amorbach

### Historische Namensformen
In historischen Dokumenten ist der Ort unter folgenden Ortsnamen belegt (in Klammern das Jahr der Erwähnung): Amerbach (1286); Ammerbach (1303); Wüsten-Ammerbach (1391); Wüstammerbach (1398); Wusten Amerbach (1428); Amerbach (1457); Wosten Amorbach (1495); Wusten Amorbach (1567); Wüßten Amorbach (1607); Amerbach (1608); Wüstamorbach (1829); Wald-Amorbach (1833).

### Verwaltungsgeschichte im Überblick
Die folgende Liste zeigt die Staaten und Verwaltungseinheiten, denen Wald-Amorbach angehört(e):
- vor 1390: Heiliges Römisches Reich, Kloster Fulda Zent Umstadt (Kondominat)
- ab 1390: Heiliges Römisches Reich, Kurpfalz (durch Kauf; bis 1427 an Herrschaft Hanau verpfändet), Zent Umstadt
- ab 1524: Heiliges Römisches Reich, Kurpfalz, Oberamt Otzberg
- ab 1777: Heiliges Römisches Reich, Kurfürstentum Pfalzbayern (durch Erbfall), Pfalzgrafschaft bei Rhein, Oberamt Otzberg
- ab 1803: Heiliges Römisches Reich, Landgrafschaft Hessen-Darmstadt,[Anm. 2] Oberamt Otzberg
- ab 1805: Heiliges Römisches Reich, Herren von Löwenstein-Wertheim (durch Tausch), Amt Habitzheim
- ab 1806: Großherzogtum Hessen,[Anm. 3] Fürstentum Starkenburg, Fürstentum Starkenburg, Amt Habitzheim (Niedere Gerichtsbarkeit weiter bei Löwenstein-Wertheim)
- ab 1815: Großherzogtum Hessen, Provinz Starkenburg, Amt Habitzheim (zur Standesherrschaft Löwenstein-Wertheim gehörig)
- ab 1822: Großherzogtum Hessen, Provinz Starkenburg, Landratsbezirk Breuberg[Anm. 4]
- ab 1848: Großherzogtum Hessen, Regierungsbezirk Erbach
- ab 1852: Großherzogtum Hessen, Provinz Starkenburg, Kreis Neustadt
- ab 1866: Großherzogtum Hessen, Provinz Starkenburg, Kreis Neustadt
- ab 1871: Deutsches Reich, Großherzogtum Hessen, Provinz Starkenburg, Kreis Neustadt
- ab 1874: Großherzogtum Hessen, Provinz Starkenburg, Kreis Erbach
- ab 1918: Deutsches Reich (Weimarer Republik), Volksstaat Hessen, Provinz Starkenburg, Kreis Erbach
- ab 1938: Deutsches Reich, Volksstaat Hessen, Landkreis Erbach[11][Anm. 5]
- ab 1945: Amerikanische Besatzungszone,[Anm. 6] Groß-Hessen, Regierungsbezirk Darmstadt, Landkreis Erbach
- ab 1946: Amerikanische Besatzungszone, Land Hessen, Regierungsbezirk Darmstadt, Landkreis Erbach
- ab 1949: Bundesrepublik Deutschland, Land Hessen, Regierungsbezirk Darmstadt, Landkreis Erbach
- ab 1971: Bundesrepublik Deutschland, Land Hessen, Regierungsbezirk Darmstadt, Landkreis Erbach, Stadt Breuberg[Anm. 7]
- ab 1977: Bundesrepublik Deutschland, Land Hessen, Regierungsbezirk Darmstadt, Odenwaldkreis, Stadt Breuberg

## Kultur und Sehenswürdigkeiten

### Kirche
Als im Jahre 1565 Wald-Amorbach kurpfälzisch wurde, mussten die Einwohner vom lutherischen Bekenntnis zum reformierten wechseln. 1577 wurden sie mit der hessischen Zugehörigkeit wieder lutherisch, und 1586 mussten sie vom lutherischen Katechismus zum reformierten Heidelberger Katechismus wechseln.
Zwischen 1739 und 1741 wurde die heutige Pfarrkirche als Neugründung errichtet, eine Vorgängerkirche wurde bereits 1524 erwähnt, welche wegen Baufälligkeit abgerissen wurde.
Die barocke Saalkirche ist nach Süden ausgerichtet. Sie schließt mit einem polygonalen geschlossenen Chor ab. Bekrönt wird die Kirche mit einem quadratischen Dachreiter mit verschieferter oktogonaler welscher Haube. Der einfache verputzte Bruchsteinbau hat innen noch seine Originalausstattung. Eine Südempore wurde 1850 zusätzlich errichtet. Wald-Amorbach war erst Filialort von Groß-Umstadt, gehört jetzt aber zur Pfarrei Breuberg.
Die Kirche ist St. Bartholomäus geweiht.

### Natur und Schutzgebiete
In der Gemarkung von Wald-Amorbach liegt ein Teil des Naturschutzgebiets „Bruchwiesen von Dorndiel“.
Auch das Natura2000-Gebiet „Wald bei Wald-Amorbach“ (FFH-Gebiet 6120-301) befindet sich teilweise in der Gemarkung.

### Hoher Stein

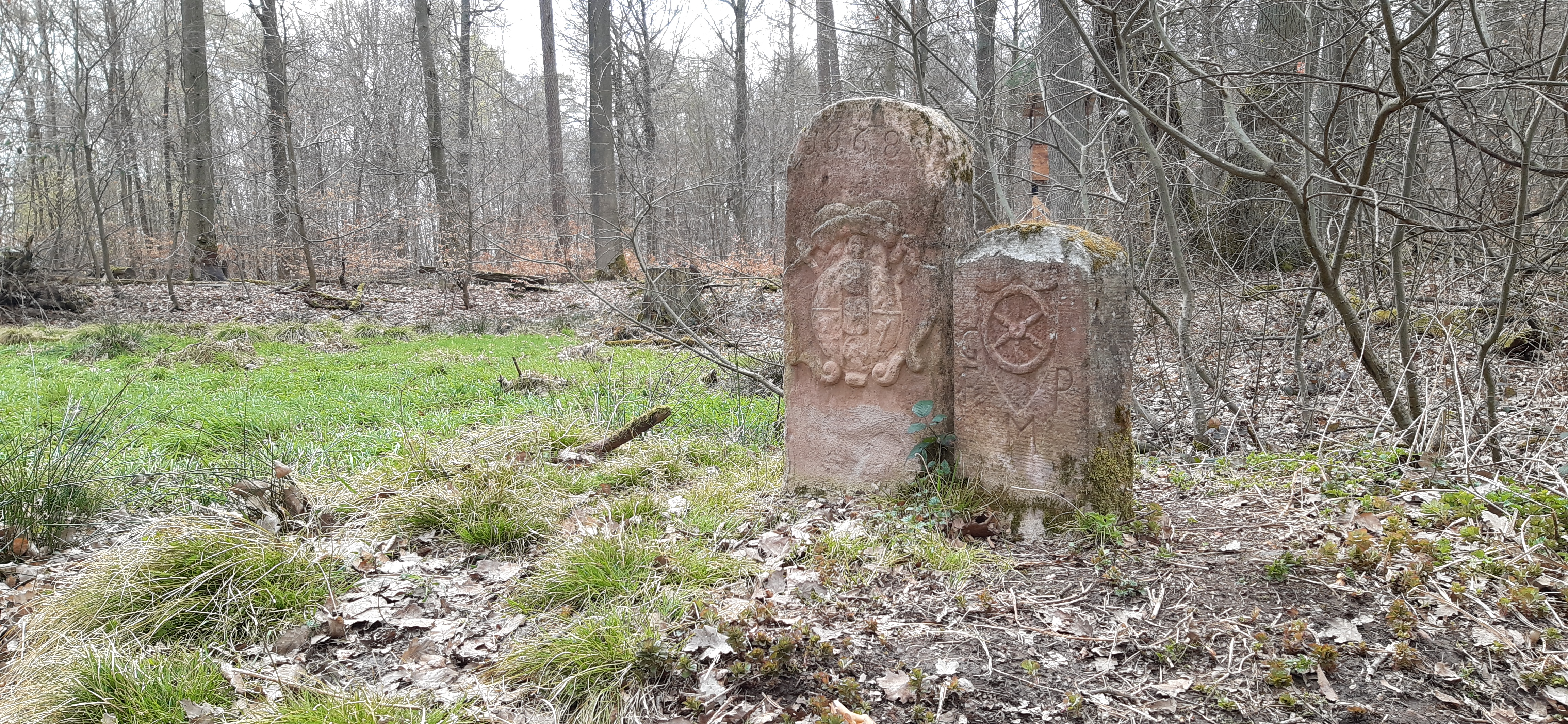
Blick nach Süden auf die Grenzsteine am „Hohen Stein“ auf dem Plateau des Grenzberges mit Mini-Moor um die Grenzsteine

Der Hohe Stein an der heutigen Landesgrenze zwischen Bayern und Hessen auf dem Grenzberg an der Gemarkungsgrenze zu Hainstadt und Mömlingen sind zwei markante Grenzsteine am ursprünglichen mittelalterlichen Grenzdreieck von Kurmainz, der Herrschaft Breuberg und des Kondominats Umstadt.